# Bornem
Bornem è un comune belga di 20 556 abitanti nelle Fiandre (Provincia di Anversa).

## Fusione
Nell 1976 il comune di Bornem è stato istituito come fusione dei comuni di Bornem, Hingene, Mariekerke e Weert.

## Geografia antropica
Il territorio comunale comprende le frazioni di Bornem, Branst, Mariekerke, Weert, Hingene, Wintam, Eikevliet.

## Amministrazione

### Gemellaggi
- Bornheim
- Gordes
- Nquthu